# Liviu Petreu
Liviu Petreu (n. 24 mai 1949) este un fost deputat român în legislatura 1996-2000, ales în județul Hunedoara pe listele partidului PNȚCD. Liviu Petreu a fost membru în grupurile parlamentare de prietenie cu Ucraina și Republica Orientală a Uruguayului.

## Legături externe
- Liviu Petreu Arhivat în 23 februarie 2024, la Wayback Machine. la cdep.ro